# Mario Héctor Robles
Mario Héctor Robles (San Juan, 19 de enero de 1971) es un eclesiástico y formador católico argentino, actual obispo auxiliar de San Juan de Cuyo, desde septiembre de 2022.

## Biografía
Mario Héctor nació el 19 de enero de 1971, en la ciudad argentina de San Juan.
Realizó sus estudios eclesiásticos, en el Seminario San Carlos Borromeo de Rosario, obteniendo el título de profesor de Filosofía y Ciencias Religiosas.

### Sacerdocio
Su ordenación sacerdotal fue el 12 de diciembre de 1996, en la Catedral de San Juan Bautista de San Juan, a manos del entonces arzobispo, Ítalo Severino Di Stéfano.
En esa misma circunscripción eclesiástica se incardinó.
Como sacerdote desempeñó los siguientes ministerios:
- Párroco de Santo Domingo de Guzmán (2001-2005).
- Párroco de la Basílica Ntra. Sra. de los Desamparados y representante legal del colegio parroquial (2007-2016).
- Miembro del Consejo Presbiteral (2004-2007; 2018-2021).
- Miembro del Consejo Arquidiocesano de Asuntos Económicos (2015-2018).[5]
- Formador del Seminario Arquidiocesano de San Juan de Cuyo (2005-2007).
- Responsable de la Formación Continua de los Diáconos Permanentes (2017-2020).
- Párroco de la Basílica Ntra. Sra. de los Desamparados (2020-2022).
- Miembro del Equipo de Formación Permanente del Clero.[6]
- Director de la Junta Arquidiocesana de Catequesis (2018-2022).

### Episcopado
Obispo Auxiliar de San Juan
El 9 de septiembre de 2022, el papa Francisco lo nombró Obispo Titular de Ipagro y Obispo Auxiliar de San Juan de Cuyo.
El 20 de noviembre del mismo año, durante una ceremonia en la Catedral de San Juan, realizó la profesión de fe y el juramento de fidelidad exigido a todos los obispos antes de su ordenación; fue testigo el arzobispo Jorge Eduardo Lozano, quien bendijo las insignias episcopales del nuevo prelado.
Fue consagrado al día siguiente, en el Estadio Aldo Cantoni, a manos del arzobispo Jorge Eduardo Lozano.